# Blek klibbflamskivling
Blek klibbflamskivling (Pholiota mixta) är en svampart som först beskrevs av Elias Fries, och fick sitt nu gällande namn av Kuyper & Tjall.-Beuk. 1986. Blek klibbflamskivling ingår i släktet tofsskivlingar och familjen Strophariaceae.  Arten är reproducerande i Sverige. Inga underarter finns listade i Catalogue of Life.